# Moritz Bauer
Moritz Bauer (Winterthur, 1992. január 25. –) svájci születésű osztrák válogatott labdarúgó, a svájci Servette hátvédje.

## Pályafutása

### Klubcsapatokban
Bauer a svájci Winterthur városában született. Az ifjúsági pályafutását a Veltheim és a Grasshoppers csapatában kezdte, majd 2006-ban a Winterthur akadémiájánál folytatta.
2011-ben mutatkozott be a Grasshoppers első osztályban szereplő felnőtt keretében. 2016-ban az orosz Rubin Kazany, majd 2018-ban az angol Stoke City szerződtette. 2019 és 2021 között a skót Celtic és az Ufa csapatát erősítette kölcsönben. A lehetőséggel élve, 2021-ben az orosz klubhoz igazolt. 2021. július 25-én, a CSZKA Moszkva ellen 1–0-ra elvesztett bajnokin debütált. 2022. január 25-én másféléves szerződést kötött a Servette együttesével. Először a 2022. február 12-én, a St. Gallen ellen 5–1-es vereséggel zárult mérkőzés félidejében, Moussa Diallo cseréjeként lépett pályára. Első gólját 2022. szeptember 11-én, a Zürich ellen hazai pályán 3–2-re megnyert találkozón szerezte meg.

### A válogatottban
Bauer az U19-es és az U21-es korosztályú válogatottakban is képviselte Svájcot.
2017-ben debütált az osztrák válogatottban. Először a 2017. szeptember 5-ei, Grúzia ellen 1–1-es döntetlennel zárult VB-selejtezőn lépett pályára.

## Statisztika
2022. szeptember 11. szerint.
| Klub                | Szezon   | Bajnokság            | Bajnokság | Bajnokság | Kupa  | Kupa  | Nemzetközi | Nemzetközi | Összesen | Összesen |
| Klub                | Szezon   | Bajnokság            | Mérk.     | Gólok     | Mérk. | Gólok | Mérk.      | Gólok      | Mérk.    | Gólok    |
| ------------------- | -------- | -------------------- | --------- | --------- | ----- | ----- | ---------- | ---------- | -------- | -------- |
| Grasshoppers        | 2011–12  | Swiss Super League   | 15        | 0         | 1     | 0     | —          | —          | 16       | 0        |
| Grasshoppers        | 2012–13  | Swiss Super League   | 13        | 0         | 1     | 0     | —          | —          | 14       | 0        |
| Grasshoppers        | 2013–14  | Swiss Super League   | 15        | 0         | 0     | 0     | —          | —          | 15       | 0        |
| Grasshoppers        | 2014–15  | Swiss Super League   | 16        | 0         | 0     | 0     | 1          | 0          | 17       | 0        |
| Grasshoppers        | 2015–16  | Swiss Super League   | 33        | 0         | 0     | 0     | —          | —          | 33       | 0        |
| Grasshoppers        | Összesen | Összesen             | 92        | 0         | 2     | 0     | 1          | 0          | 95       | 0        |
| Rubin Kazany        | 2016–17  | Premjer Liga         | 21        | 0         | 2     | 0     | —          | —          | 23       | 0        |
| Rubin Kazany        | 2017–18  | Premjer Liga         | 16        | 0         | 2     | 0     | —          | —          | 18       | 0        |
| Rubin Kazany        | Összesen | Összesen             | 37        | 0         | 4     | 0     | 0          | 0          | 41       | 0        |
| Stoke City          | 2017–18  | Premier League       | 15        | 0         | 0     | 0     | —          | —          | 15       | 0        |
| Stoke City          | 2018–19  | Championship         | 8         | 0         | 3     | 0     | —          | —          | 11       | 0        |
| Stoke City          | Összesen | Összesen             | 23        | 0         | 3     | 0     | 0          | 0          | 26       | 0        |
| Celtic (kölcsönben) | 2019–20  | Scottish Premiership | 9         | 0         | 1     | 0     | 3          | 0          | 13       | 0        |
| Ufa (kölcsönben)    | 2020–21  | Premjer Liga         | 7         | 0         | 1     | 0     | —          | —          | 8        | 0        |
| Ufa                 | 2021–22  | Premjer Liga         | 9         | 0         | 1     | 0     | —          | —          | 10       | 0        |
| Ufa                 | Összesen | Összesen             | 16        | 0         | 2     | 0     | 0          | 0          | 18       | 0        |
| Servette            | 2021–22  | Swiss Super League   | 15        | 0         | 0     | 0     | —          | —          | 15       | 0        |
| Servette            | 2022–23  | Swiss Super League   | 6         | 1         | 0     | 0     | —          | —          | 6        | 1        |
| Servette            | Összesen | Összesen             | 21        | 1         | 0     | 0     | 0          | 0          | 21       | 1        |
| Összesen            | Összesen | Összesen             | 198       | 1         | 12    | 0     | 4          | 0          | 214      | 1        |

### A válogatottban
| Válogatott | Év       | Pályára lépés | Gól |
| ---------- | -------- | ------------- | --- |
| Ausztria   | 2017     | 4             | 0   |
| Ausztria   | 2018     | 2             | 0   |
| Összesen   | Összesen | 6             | 0   |

## Sikerei, díjai
Servette
- Swiss Super League
  - Ezüstérmes (2): 2012–13, 2013–14

- Svájci Kupa
  - Győztes (1): 2012–13

Celtic
- Scottish Premiership
  - Bajnok (1): 2019–20

- Skót Ligakupa
  - Győztes (1): 2019–20